# Luchenza
Luchenza – miasto w południowym Malawi, w Regionie Południowym. Według danych na rok 2018 liczyło 12,6 tys. mieszkańców.